# 1656 Suomi
1656 Suomi eller 1942 EC är en asteroid i huvudbältet som korsar Mars omloppsbana. Den 11 mars 1942 av den finske astronomen Yrjö Väisälä vid Storheikkilä observatorium. Den har fått sitt namn efter det europeiska landet Finland, från vilket den upptäcktes.
Asteroiden har en diameter på ungefär 7 kilometer och den tillhör asteroidgruppen Hungaria.